# Антия (село)
Антия — село в Оловяннинском районе Забайкальского края России. Входит в состав сельского поселения «Булумское».

## География
Село находится в восточной части района, на левом берегу реки Сырая Антия (приток Турги), на расстоянии примерно 69 километров (по прямой) к востоку от посёлка городского типа Оловянная. Абсолютная высота — 826 метров над уровнем моря.
Климат
Климат характеризуется как резко континентальный, с большими колебаниями средних температур зимних и летних месяцев, а также резкими колебаниями температур в течение одних суток. Среднегодовая температура воздуха составляет −1,4 °С. Абсолютный максимум температуры воздуха — 39,2 °С; абсолютный минимум — −45,5 °С. Среднегодовое количество осадков — 342 мм.
Часовой пояс
Село Антия находится в часовой зоне МСК+6. Смещение применяемого времени относительно UTC составляет +9:00.

## История
Основано в 1937 году.

## Население
| 1989 | 2002 | 2010 | 2021 |
| ---- | ---- | ---- | ---- |
| 504  | ↘347 | ↘279 | ↘243 |

Половой состав
По данным Всероссийской переписи населения 2010 года в гендерной структуре населения мужчины составляли 49,1 %, женщины — соответственно 50,9 %.
Национальный состав
Согласно результатам переписи 2002 года, в национальной структуре населения русские составляли 91 % из 347 чел.

## Инфраструктура
Действует основная общеобразовательная школа.

## Улицы
Уличная сеть села состоит из четырёх улиц.